# Axel Costa
Axel Costa Soria (Benejúzar, 10 oktober 1994) is een Spaans-Argentijns wielrenner die anno 2018 rijdt voor VIB Sports. Hij is de zoon van Pablo Costa, die in 1986 Argentijns kampioen op de weg werd.

## Carrière
In 2018 behaalde Costa zijn eerste UCI-overwinning toen hij in de derde etappe van de Ronde van Algerije de snelste was van een groep van zeven renners.

## Overwinningen
2018
3e etappe Ronde van Algerije

## Ploegen
- 2015 –  Start-Massi Cycling Team
- 2016 –  Massi-Kuwait Cycling Project (tot 30-9)
- 2017 –  Kuwait-Cartucho.es
- 2018 –  VIB Sports

Al Moakee · Al Rikabi · Alawi · Ayachi · Ayyad · Costa · Jawad · Khalefa · Makhchoun · Nouisri · Reguero · Sahbaoui · Valiente · Wais